# Merritt Island (Antarktika)
Merritt Island ist eine kleine Felseninsel vor der Knox-Küste des ostantarktischen Wilkeslands. Sie liegt 21 km westnordwestlich des Kap Nutt.
Der US-amerikanische Kartograf Gardner Dean Blodgett kartierte sie 1955 anhand von Luftaufnahmen, die bei der Operation Highjump (1946–1947) angefertigt worden waren. Das Advisory Committee on Antarctic Names benannte die Insel 1963 nach Everett LaVerne Merritt, Photogrammetrist beim Hydrographenamt der United States Navy, der bei der Operation Windmill (1947–1948) an der Errichtung astronomischer Beobachtungsstationen entlang der Küste des Kaiser-Wilhelm-II.-Lands sowie an der Knox- und der Budd-Küste beteiligt war.